# Incidente ferroviario di Riardo
L'incidente ferroviario di Riardo fu un tamponamento tra un treno merci in arrivo e un treno viaggiatori fermo nella stazione di Riardo, sulla ferrovia Roma-Cassino-Napoli, avvenuto il 5 dicembre 1914
.

## Dinamica dei fatti
Alle ore 4:50 del 5 dicembre 1914 il treno accelerato n. 1809 proveniente da Roma Termini e diretto a Napoli, composto di 10 carrozze e un carro merci, era fermo nella stazione di Riardo-Pietramelara in attesa della via libera per partire alla volta della successiva stazione di Teano. L'attesa era determinata dal fatto che a Teano i binari erano ingombri: erano fermi, per dare la precedenza al treno direttissimo n. 102 per Roma, il treno merci n. 6581 (che viaggiava avanti al 1809) e un treno pari di materiale di invio per effettuare il treno viaggiatori n. 1782 alle 4:46 da Vairano a Isernia e Sulmona(e già in ritardo). 
La sosta del treno si era prolungata per 25 minuti, molto più del previsto, essendo Teano ingombra di treni. Venne così deciso, dalla stazione di Vairano per liberare il proprio binario, di far avanzare a Riardo e ricoverarlo in binario deviato il treno merci facoltativo n. 7179e ciò al fine di limitare i ritardi che si stavano accumulando nella circolazione di tutti i treni. 
Avvenne però l'imprevedibile: il treno merci, composto da 30 carri e due locomotive, giunto in prossimità del segnale di protezione della stazione di Riardo,  disposto a via impedita in attesa di disporre il deviatoio di ingresso per l'instradamento, nonostante la richiesta di frenare fatta dai macchinisti ai frenatori non riuscì a farlo, e a velocità ancora elevata tamponò il treno 1809 che era ancora fermo. La locomotiva del treno merci sfasciò interamente il carro carico di bestiame uccidendo alcuni dei muli trasportati e ferendo alcuni dei militari accompagnatori. L'urto fece imbizzarrire i muli sopravvissuti che cominciarono a scalciare contro gli accompagnatori che dovettero abbatterne alcuni con le pistole di ordinanza. Si sfasciarono anche tre carrozze: l'ultima di 3ª classe e le due antecedenti nelle quali rimasero incastrati e feriti, alcuni mortalmente, i viaggiatori, in buona parte militari e carabinieri di scorta.
Il resto del treno investito, che non aveva subito danni, venne staccato e fatto proseguire circa 3 ore dopo, dopo aver caricato i feriti per il ricovero nei vari ospedali di Napoli, ove giunsero intorno alle 9:30 del mattino. 
Il prefetto di Caserta raggiunse il luogo del disastro assieme ad altri dipendenti per i primi soccorsi. Il capo del compartimento ferroviario di Napoli ed altri
funzionari delle ferrovie e di alcune stazioni partirono da Napolicon un treno soccorso ricoverato a Riardo nel binario occupato dal materiale danneggiato. 
Il servizio ferroviario fu ripreso su uno solo dei due binari dopo aver rimosso i materiali che potevano ostacolare il passaggio.

## I treni coinvolti
- Treno accelerato n. 1809 composto di una locomotiva a vapore, 5 carrozze di 1ª e di 2ª classe e 4 di 3ª classe, carrozza letto e un carro di bestiame in arrivo a Riardo alle ore 4:50[1][5].
- Treno merci facoltativo n. 7179[1], proveniente dalla stazione di Roma Portonaccio e diretto a Caserta, partito da Cassino alle ore 3:50, composto di 30 carri merci refrigeranti trainato da due locomotive a vapore e con frenatura a mano[2].

## Le vittime
A causa dell'urto violento che sfasciò il materiale trainato di coda del 1809 perdettero la vita alcuni tra i militari che accompagnavano il trasporto di muli: Ghiselli Emilio, da Cuneo, soldato del 32º fanteria; un sottocapo elettricista e un marinaio della Regia Marina; altri due corpi vennero estratti ma non identificati subito. Anche il deviatore della stazione di Riardo, Antonio Munlam restò ucciso nel disastro. 
Rimasero ferite circa 50 persone, delle quali 10 in maniera grave (due morirono poco tempo dopo); la maggior parte erano militari in servizio o in trasferimento, di terra e di marina; alcuni feriti erano impiegati delle ferrovie o loro parenti in viaggio per Napoli.

## L'inchiesta
Le primissime indagini, fatte dai funzionari del compartimento ferroviario di Napoli, ipotizzarono un errore umano alla base del grave incidente: a causa del ritardo in partenza del treno viaggiatori n. 1809 i due capistazione di Riardo e di Vairano avevano deciso di far avanzare il treno merci facoltativo in attesa nella stazione di Vairano per ricoverarlo in un binario secondario a Riardo, e che il deviatore di quest'ultima stazione avesse sbagliato a posizionare il deviatoio. Nella risposta all'interrogazione parlamentare alla Camera del 7 dicembre 1914 sul disastro di Riardo, il ministro dei lavori pubblici Augusto Ciuffelli precisò che il segnale di protezione della stazione era disposto ancora a via impedita e che il treno merci aveva proseguito a forte velocità per oltre 700 m nonostante la richiesta di frenare rivolta dai macchinisti ai sei frenatori in servizio sul treno merci fino a sbattere violentemente contro la coda del treno accelerato. Venne però stigmatizzato il comportamento anomalo tenuti dai vari capistazione: perché il treno merci fosse stato mandato avanti nonostante la linea ancora ingombra e perché il treno viaggiatori sostasse oltre mezz'ora a Riardo senza ancora ottenere la via libera di Teano. Le risposte a tali interrogazioni vennero dal ministro rimandate a quando si fossero concluse le indagini della commissione di inchiesta giudiziaria.